# Eriotheca squamigera
Eriotheca squamigera är en malvaväxtart som först beskrevs av José Cuatrecasas, och fick sitt nu gällande namn av J.L. Fernandez-alonso. Eriotheca squamigera ingår i släktet Eriotheca och familjen malvaväxter. Inga underarter finns listade i Catalogue of Life.